# Montappone
Montappone is een gemeente in de Italiaanse provincie Fermo (regio Marche) en telt 1780 inwoners (31-12-2004). De oppervlakte bedraagt 10,4 km², de bevolkingsdichtheid is 171 inwoners per km².

## Demografie
Montappone telt ongeveer 652 huishoudens. Het aantal inwoners daalde in de periode 1991-2001 met 0,8% volgens cijfers uit de tienjaarlijkse volkstellingen van ISTAT.
| Jaar | Inwoneraantal |
| ---- | ------------- |
| 1991 | 1801          |
| 2001 | 1787          |

## Geografie
Montappone grenst aan de volgende gemeenten: Falerone, Loro Piceno (MC), Massa Fermana, Monte Vidon Corrado, Montegiorgio, Sant'Angelo in Pontano (MC).
Altidona · Amandola · Belmonte Piceno · Campofilone · Falerone · Fermo · Francavilla d'Ete · Grottazzolina · Lapedona · Magliano di Tenna · Massa Fermana · Monsampietro Morico · Montappone · Monte Giberto · Monte Rinaldo · Monte San Pietrangeli · Monte Urano · Monte Vidon Combatte · Monte Vidon Corrado · Montefalcone Appennino · Montefortino · Montegiorgio · Montegranaro · Monteleone di Fermo · Montelparo · Monterubbiano · Montottone · Moresco · Ortezzano · Pedaso · Petritoli · Ponzano di Fermo · Porto San Giorgio · Porto Sant'Elpidio · Rapagnano · Sant'Elpidio a Mare · Santa Vittoria in Matenano · Servigliano · Smerillo · Torre San Patrizio
1. ↑  https://demo.istat.it/?l=it.